# Cypraeopsis
Cypraeopsis is een geslacht van uitgestorven weekdieren uit de klasse van de Gastropoda (slakken).

## Soort
- Cypraeopsis superstes Dolin, 1991

## Synoniem
- Lunovula superstes (Dolin, 1991)